# 34324 Jeremyschwartz
34324 Jeremyschwartz este o planetă minoră (asteroid), cu un diametru de 3,372 km, din centura de asteroizi. A fost descoperită pe 29 august 2000 la Experimental Test Site⁠(d) de Lincoln Near-Earth Asteroid Research. 
Obiectul prezintă o orbită caracterizată de o semiaxă mare de 2,8927598 UAi, o excentricitate de 0,09, o înclinație de 3,4462 ° în raport cu ecliptica.